# Turistická značená trasa 6020
Turistická značená trasa 6020 je žlutě vyznačená 3,5 kilometru dlouhá pěší trasa Klubu českých turistů vedená ze sídliště v Čimicích Drahanským údolím k Vltavě.

## Popis trasy
Trasa začíná na konečné MHD v Čimicích. Odtud vede západním směrem podél vilové čtvrti. Na mezi, která předěluje dvě pole, zabočí na sever a projde touto mezí pěšinou lemovanou stromy. Dojde k příčné lesní cestě, kde zabočí na západ na rozcestí „Drahanský mlýn“ se studánkou. Od rozcestí vede západně po zpevněné cestě podél Drahanského potoka, která pak pokračuje vyšlapanou pěšinou dolů chatovou oblastí k Vltavě. U Vltavy končí a navazují na ni další turistické trasy.
| Km  | Místo           | Navazující a křižující trasy | Nadm. výška |
| --- | --------------- | ---------------------------- | ----------- |
| 0   | Čimice (bus)    | 1101, 3008                   | 301 m       |
| 1,5 | Drahanský mlýn  |                              | 225 m       |
| 3,5 | Drahanské údolí | 0005, 1101                   | 184 m       |

## Zajímavá místa
- Větrolam v Čimicích
- Drahanský mlýn
- Drahanské údolí

## Veřejná doprava
Cesta začíná u konečné zastávky MHD Sídliště Čimice.